# Келлендонк, Франс
Франциск Герардус Петрус Келлендонк (нидерл. Frans Kellendonk; 7 января 1951, Неймеген, Нидерланды — 15 февраля 1990, Амстердам, Нидерланды) — нидерландский писатель

, англист и переводчик. Наиболее известен как автор романа «Мистическое тело» (нидерл.“Mystiek lichaam”).

## Биография
Франс Келлендонк родился в 1951 году в семье подрядчика. Уже в младших классах он писал и рисовал комиксы и выпускал семейную газету. В 1965 году скончался дедушка Франса, которому он посвятил короткий рассказ Chapelle ardente.
Обучался в Неймегенском Доминиканском колледже по программе «гуманитарные науки».
В 16 лет Келлендонк уже активно занимался литературными переводами, в частности, переводил протестные песни своего кумира Боба Дилана. Кроме того, он был участником трио и сочинял собственную музыку под псевдонимом Келли. Основываясь на сохранившихся текстах песен Келлендонка, биограф Келлендонка Йаап Гудегебюре заключает: «Хотя Келлендонк и боготворил Дилана, его ранние композиции относительно темы и содержания все же более близки творчеству тогдашних популярных певцов, таких как Баудевейн де Гроут и Йаап Фишер». Будучи взрослым, Келлендонк отдавал свое предпочтение струнным квартетам Брамса, нежели «убаюкивающей» музыке Дэвида Боуи, но «продолжал с интересом следить за творчеством Дилана».
Келлендонк изучал Английский язык и культуру в Католическом университете Неймегена (в настоящее время университет Радбауд), и с 1973 по 1974 учился в Бирмингеме.
Закончив неймегенский университет, он получил докторскую степень, защитив диссертацию на тему «John & Richard Marriott» — издательский дом 17 века". Владельцы издательства были известны тем, что печатали поэта Джона Донна. В резюме, вложенном в диссертацию, Келлендонк так писал о себе: «После защиты кандидатской диссертации в 1975 году работал учителем, переводчиком, литератором, критиком, редактором журнала, сотрудником научной библиотеки и преподавателем на кафедре английской филологии. В настоящее время являюсь писателем в Амстердаме». Затем он преподавал в Утрехтском университете, в Свободном университете и в Амстердамском университете. В 1979 году Келлендонк несколько месяцев проработал в университетской библиотеке Лейдена. Опыт, полученный в Лейдене, пригодился ему при написании романа «Letter en geest».
В мае 1977 года Келлендонк дебютировал со сборником рассказов «Развалины» (нидерл. Bouwval), за который был удостоен премии Антона Вахтера, учрежденной в том же году. С 1978 по 1983 был редактором в журнале «Ревизор».
Келлендонк скончался от СПИДа спустя месяц после своего 39-летия. Похоронен на кладбище «Zorgvlied» в Амстердаме.

## Творчество
Келлендонк был известен также и как переводчик. Его первыми публикациями были переводы знаменитых английских романов, таких как «Сентиментальное путешествие по Франции и Италии» Лоуренса Стернса и «Трудные годы» Генри Джеймса. Также, совместно с Кейсом Верхейлом он перевел эссе Иосифа Бродского «Less Than One».
Последний роман Келлендонка Мистическое тело (1986) стал одним из самых известных его произведений. Книга широко обсуждалась, была удостоена премии имени Фердинанда Бордевейка и номинирована на литературную премию AKO. Однако книга принесла Келлендонку не только славу: его стали обвинять в антисемитизме и гомофобии. В кругах гомосексуалистов (Келлендонк и сам был гомосексуалистом) неоднозначно оценивали его взгляд на гомосексуализм как на «безотрадный образ жизни». Защищаясь от нападков критиков, Келлендонк приводил классический аргумент о том, что автор не несёт ответственности за идеи персонажей своих романов.
Стилистическое мастерство Келлендонка прославляли, а его культурную критику, не отвечающую духу своего времени, осуждали. Писателя упрекали в консервативном мировоззрении. Осуждению подверглось и его мнение о том, что взгляд на религиозность как на пережиток прошлого есть проявление косности. В своих произведениях он хотел сопоставить современные представления с традиционными так, чтобы проверить обоснованность обоих. В этой связи в 1987 году Келлендонк читал цикл лекций имени Альберта Вервея в Лейденском университете. Он также говорил об «алтарных секретах» Вондела, сборнике стихов, насквозь пропитанном христианской мистикой. Эти лекции, в которых переплетаются теологические и литературоведческие концепции, были опубликованы под названием «Нарисованная еда».

## Произведения
1977 — Bouwval (сборник рассказов)
1978 — John & Richard Marriott. The history of a seventeenth century publishing house (диссертация)
1979 — De nietsnut. Een vertelling (новелла)
1982 — Letter en geest. Een spookverhaal (роман)
1983 — Namen en gezichten (рассказы)
1984 — Aantekeningen uit de nieuwe wereld (путевые заметки, тираж 50 экз.)
1985 — Het werk van de achtste dag. Over de verhalen van F. Bordewijk (эссе)
1985 — Hier schiet elk woord wortel. Amerikaanse reisbrief aan Ernst Braches
1986 — Mystiek lichaam. Een geschiedenis (роман)
1986 — Muren (рассказ)
1987 — De veren van de zwaan (эссе)
1988 — Geschilderd eten (Over Vondels Altaergeheimnissen; эссе)
1989 — De halve wereld (доклады)
1992 — Het complete werk
2010 — '«Je eigen gezicht is het enige gezicht dat je zelf nooit zult zien.» Uit de dagboeken van Frans Kellendonk', in: De Revisor. Jaarboek voor nieuwe literatuur 1 (2010), p. 7-23
2016 — Het onstoffelijke boek
2017 — Uw horoscoop
2018 — Homoseksualiteit

## В русском переводе
●повесть "Развалины" (нидерл. Bouwval) пер.Ксении Федоровой. Сборник "Сидр для бедняков. Современная нидерландская повесть". М., 1980
●рассказ "Иностранные дела" пер.Марины Константиновой
●рассказ "Правда и госпожа Казинци" пер.Ирины Бассиной

## Переводы
1975 — Richard Price, Vetkuiven
1976 — Rudyard Kipling, Het olifantsjong
1976 — John Fowles, De ebbehouten toren
1976 — Gayl Jones, De vrouwen van Corregidora
1980 — Robert David MacDonald, Chinchilla
1981 — Henry James, De moeilijke jaren
1982 — Laurence Sterne, Een sentimentele reis door Frankrijk en Italië
1983 — Henry James, Transatlantische vertellingen
1983 — Thomas de Quincey, De Engelse postwagen gevolgd door Over moord beschouwd als een der schone kunsten
1984 — Wyndham Lewis, Cantleman en ander vroeg proza
1984 — Elizabeth Bishop & Frans Kellendonk, Florida. Verhalen van een schiereiland (verhalen, fragmenten en gedichten van Elizabeth Bishop, met een inleidend verhaal van Frans Kellendonk)
1986 — Wyndham Lewis, Tarr
1987 — Joseph Brodsky, Tussen iemand en niemand (vertaling samen met Kees Verheul)
1989 — Emily Brontë, Woeste hoogten

## Письма
2015 — De brieven